# Ramón Rodríguez (Schauspieler)

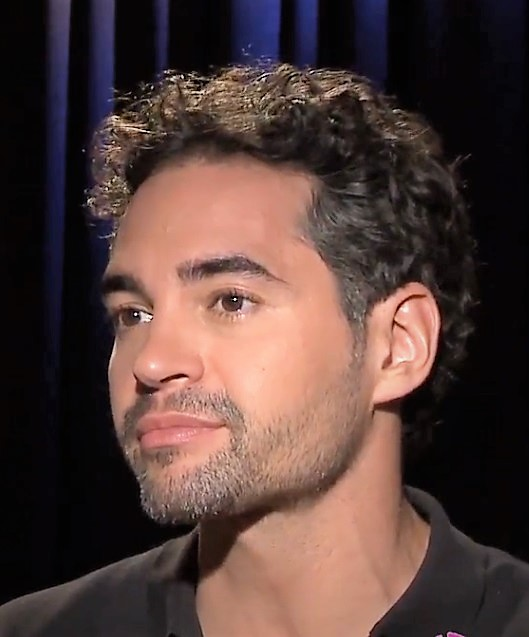
Ramón Rodríguez (2017)

Ramón Rodríguez (* 20. Dezember 1979 in Río Piedras, Puerto Rico) ist ein US-amerikanischer Schauspieler.

## Leben
Rodríguez wurde 1979 in Río Piedras geboren und wuchs dort auch auf; später zog er nach Manhattan in die Lower East Side. Er besuchte die New York City Lab School for Collaborative Studies, wo er mit Morena Baccarin und Claire Danes in einer Klasse war. Danach besuchte er eine Schule in Michigan. Die letzten zwei Jahre spielte er dort Basketball. Später war er Schüler der Wheeling Jesuit University und der New York University, wo er seinen Abschluss in Sport machte.

## Karriere
Rodríguez ist seit seiner Kindheit mit der Filmbranche vertraut und hatte schon früh erste Engagements in kleineren Filmprojekten. Er arbeitete unter anderem für Nike und die New York Knicks. Bekannt wurde er hauptsächlich durch seine Rollen in den Fernsehserien The Wire und Day Break. Des Weiteren kennt man ihn durch seine Rolle neben John Turturro in den Filmen Transformers – Die Rache und dem Remake von Die Entführung der U-Bahn Pelham 123. Er trat auch in verschiedenen Fernsehshows wie Saturday Night Live auf. 

## Filmografie (Auswahl)
- 2005: Rescue Me (Fernsehserie, 2 Folgen)
- 2005: Carlito’s Way: Rise to Power
- 2005: Dealbreaker
- 2005: 5G (Kurzfilm)
- 2006: The Wannabe (Kurzfilm)
- 2006: Ira and Abby
- 2006: Bella
- 2006: The Wire (Fernsehserie)
- 2006–2007: Day Break (Fernsehserie, 13 Folgen)
- 2008: Surfer, Dude
- 2008: Das Gesetz der Ehre (Pride and Glory)
- 2009: Die Entführung der U-Bahn Pelham 123 (The Taking of Pelham 123)
- 2009: Transformers – Die Rache (Transformers: Revenge of the Fallen)
- 2010: Harlem Hostel
- 2011: World Invasion: Battle Los Angeles (Battle: Los Angeles)
- 2011: Charlie’s Angels (Fernsehserie, 7 Folgen)
- 2014: Gang Related (Fernsehserie, 13 Folgen)
- 2014: Need for Speed
- 2017: Sergeant Rex – Nicht ohne meinen Hund (Megan Leavey)
- 2017: Marvel’s Iron Fist (Fernsehserie, 5 Folgen)
- 2017: Marvel’s The Defenders (Fernsehserie, 4 Episoden)
- 2018: The Affair (Fernsehserie, 5 Episoden)
- 2020: Der einzig wahre Ivan (The One and Only Ivan)
- 2022: Lullaby
- seit 2023: Will Trent (Fernsehserie)
- 2025: G20